# Albert Rothstein
Albert Rothstein, conosciuto anche con gli alias di Nuklon e Atom Smasher, è un personaggio immaginario dell'Universo DC, creato da Roy Thomas e Jerry Ordway. Appare per la prima volta in All-Star Squadron n. 5 del settembre 1983. Thomas scelse il nome del personaggio come tributo al suo amico e fan di fumetti Alan Rothstein.

## Biografia del personaggio

### Le origini
Il figlioccio del personaggio Atomo della Golden Age, Al Pratt, Albert Rothstein acquisì i suoi poteri metaumani di superforza e controllo sulla sua struttura molecolare da suo nonno, un riluttante supercriminale conosciuto come Cyclotron, permettendogli di combattere il crimine prima come Nuklon e poi come Atom Smasher. Come Nuklon, Albert era membro dell'Infinity, Inc., dopo servì la Justice League. Durante il suo periodo nella League, fu visto in compagnia di Fire.
Per poco tempo assunse l'identità di Atom Smasher, prima della formazione dell'attuale Justice Society of America, di cui è socio fondatore. Vede il figlio di Al Pratt, Damage, come un fratello, e agisce come figura fraterna verso Stargirl. Mentre Stargirl ha un debole per Atom Smasher, lui non l'ha ancora apertamente ricambiata.

### La Justice Society
Da anni, Atom Smasher cura il suo ruolo nel difendere l'eredità di Al Pratt, per cui, costantemente, cerca di rendersi meritevole agli occhi dei suoi idoli della Golden Age, specialmente quando alcuni di loro diventeranno suoi colleghi nella Justice Society. Questo suo atteggiamento cambia, quando la madre di Albert muore in un incidente aereo provocato dal terrorista Kobra, lasciandosi consumare dalla vendetta. Poco dopo l'incidente, Albert, con l'aiuto di Metron dei Nuovi Dei, torna indietro nel tempo e rimpiazza sua madre con l'indebolito criminale Extant. Questo salverà la vita di sua madre ma farà di Albert un assassino.

### Black Adam
Quando l'avversario di lunga data di Shazam, Black Adam, viene riformato e si unisce alla JSA, lui e Rothstein formano una parentela; infatti, Black Adam una volta disse che pensava ad Atom Smasher come al fratello che non aveva mai avuto. Incoraggiato da Adam, Atom Smasher inizia a sentirsi frustrato dai limiti etici posti dalla JSA, specialmente nel momento in cui le autorità vennero ricattate nel corso della vicenda del rilascio del Kobra. Dopo l'evasione del supercriminale, Albert e Adam lasciarono la Justice Society.
Poco dopo, l'improbabile duo, risolse i rispettivi problemi personali. Adam uccise Kobra, mentre Rothstein uccise il presidente dittatore del Khandaq, il paese natale di Adam. Atom Smasher guidò un team di metaumani disonesti, inclusi i suoi vecchi colleghi dell'Infinity, Inc., Brainwave e Northwind, nell'invasione del Khandaq rovesciando il regime dittatoriale. Atom Smasher inizialmente combatté nel Kahandaq contro i suoi colleghi della JSA, prima di decidere di concordare una difficile tregua. Black Adam e i suoi compatrioti potevano restare al potere finché non avrebbero lasciato il paese.
Atom Smasher si stabilì ad est della nazione, ma iniziò a fare delle domande ad Adam. Rothstein perì nella JSA 75, mentre combatteva contro lo Spettro, ma venne resuscitato dal lampo magico di Black Adam, ritornando al quartier generale della JSA.
Più tardi verrà processato per le sue azioni in Khandaq, risultando colpevole per tutti i capi d'accusa. Mentre si trova in prigione, viene avvicinato dal fondatore della Squadra Suicida, Amanda Waller, che formerà una nuova Suicide Squad composta da 52 persone, assemblerà una nuova Suicide Squad, con l'istruzione di combattere Black Adam, e, all'insaputa di Atom Smasher stesso, per convincere la sua famiglia a reagire all'attacco. Riuscirono nell'intento, e Osiride fu disgraziata ed esposta per aver ucciso un membro della Squad, portando alla rovina la Black Marvel Family, e alla furia omicida di Black Adam, scatenando la terza guerra mondiale. Albert si alleerà con la JSA, tentando di catturare Black Adam, ma rifiuterà di condannarlo in qualsiasi modo, neanche credendolo colpevole di genocidio in Bialya. Quando a Black Adam furono tolti i poteri da Shazam, e si appresta a morire, sarà proprio Atom Smasher a salvarlo.

### Un anno dopo
Atom Smasher non lo si vede nel corso della storia, Un anno dopo. Tuttavia, in Manhunter nº 22, un personaggio chiamato Al, molto somigliante ad Atom Smasher, fa visita ad Obsidian a Los Angeles. Atom Smasher viene visto combattere anche a fianco della Justice Society nella storia, Countdown nº 38, sebbene si fosse speculato che questo era un errore, e che Damage avrebbe dovuto essere mostrato, escludendo quindi che Atom Smasher ne faceva ancora parte. Nelle attuali testate della Justice Society of America, Damage ha preso effettivamente il suo ruolo. Nella serie Black Adam: The Dark Age, Albert viene mostrato mentre va in cerca del suo migliore amico. Nella storia nº 5, Albert porta l'anello nuziale di Iside ad Adam, e invano tenta di persuadere il suo amico a nascondersi.

## Poteri e abilità
Già estremamente forte nelle sue dimensioni standard, circa 1,83 metri di altezza, la forza e la densità di Atom Smasher aumentano proporzionalmente alla taglia scelta. Ma è un discorso controverso, da una parte si ritiene che possa raggiungere un'altezza di circa 11 metri, ma a costo di uno sforzo eccessivo per la sua struttura molecolare che potrebbe causare danni permanenti alle sue cellule, dall'altra invece è scritto nell'Enciclopedia DC, che può arrivare, senza problemi fino a 13 metri. Durante il suo periodo come Nuklon, Albert aveva l'abilità di passare attraverso i muri. Nel corso degli anni, o ha perso questo potere, o gli è stato sottratto. Rothstein è anche un ottimo pilota e meccanico. Nei primissimi anni nella JSA, venne visto pilotare il jet della JSA, Aquila d'Acciaio, così come lo Star Rocket Racer in JSA: Our World at War, e anni prima fu il pilota principale della Infinity, Inc.

## Altri media
- Al Rothstein/Atom Smasher compare nella seconda stagione della serie televisiva The Flash, interpretato da Adam Copeland. In questa versione è un metaumano di Terra-2 capace di assorbire energia atomica ed usarla per aumentare le proprie dimensioni. Copeland interpreta anche la versione di Rothstein di Terra-1 senza poteri che viene ucciso da Atom Smasher al suo arrivo da Terra-2.
- Albert Rothstein / Atom Smasher, compare nel film del DC Extended Universe (DCEU) Black Adam (2022), interpretato dal giovane attore Noah Centineo. In questa versione del personaggio è il nipote e allievo di Al Pratt.